# Parafia Nawiedzenia Najświętszej Maryi Panny w Mohylowie Podolskim
Parafia Nawiedzenia Najświętszej Maryi Panny w Mohylowie Podolskim – parafia znajdująca się w diecezji kamienieckiej w dekanacie barskim, na Ukrainie.

## Historia
Parafia istniała już w początkach XVII w jednak w wyniku wyludnienia zanikła a kościół został zniszczony. W 1742 roku biskup kamieniecki Wacław Hieronim Sierakowski ponownie erygował parafię katolicką w Mohylowie. Parafia ta była wspólna dla łacinników i Ormian. W 1743 zbudowano drewnianą świątynię p.w. św. Grzegorza Iluminatora (rozebrano ją w 1792). W latach 1772 – 1791 zbudowano nowy kościół, który konsekrował ormiańskokatolicki arcybiskup lwowski Jakub Walerian Tumanowicz. Kościół otrzymał wezwanie Nawiedzenia Najświętszej Marii Panny. W latach 1806–1848 był on katedrą ormiańskokatolickiej eparchii mohylowskiej. Zmniejszenie się liczby Ormian w mieście spowodowało, że do końca XIX w parafia się zlatynizowała. Przed wybuchem I wojny światowej liczyła 1448 wiernych.
W ZSRR początkowo działała w miarę normalnie. Proboszczem był wtedy kapłan obrządku wschodniego o. Makary Karoweć OSBM, który był również duszpasterzem łacinników. W 1929 został on wydalony do Polski. Pozbawiona kapłana parafia przetrwała do operacji polskiej NKWD w 1937, kiedy to jej aktyw został aresztowany i wymordowany, a kościół wysadzony w powietrze. Parafia zaczęła się odradzać po śmierci Stalina. Do Mohylowa okresowo potajemnie przyjeżdżali kapłani. W latach 80. msza święta była już odprawiona regularnie w prywatnym mieszkaniu. Później parafia została oficjalnie zarejestrowana. Od 1991 posługują w niej marianie.